# Пряма лінія (фільм)
«Пряма лінія» — радянський художній фільм-драма 1967 року, режисера Юрія Швирьова за дебютною однойменною повістю Володимира Маканіна, знятий на Кіностудії ім. М. Горького.

## Сюжет
Середина 1960-х років, СРСР. Математик Володимир Бєлов (Нахапетов), молода людина 23 років, працює в одному з секретних НДІ Оборонного відомства СРСР. Інститут очолює великий вчений Несльозкін, що втратив у Велику Вітчизняну війну всю сім'ю. Група, де працює Бєлов, успішно завершує роботу над одним з нових видів зброї. При проведенні її випробувань на полігоні гинуть двоє військовослужбовців. Одна з колег — Валентина Антонівна Зорич, звинувачує в події прорахунки Бєлова. Хоча більшість співробітників не поділяє цю точку зору, його терзають докори сумління. Володимира відряджають на полігон, щоб він на місці розібрався у тому, що трапилося. Керівник об'єкта (Єфремов) намагається заспокоїти Бєлова тим, що особиста недбалість загиблих солдатів доведена — вони закурили в забороненому місці.

## У ролях
- Родіон Нахапетов — Володимир Бєлов
- Ельза Леждей — Емма, кохана жінка Бєлова
- Євген Лебедєв — Михайло Михайлович Несльозкін
- Софія Пилявська — Валентина Антонівна Зорич
- Любов Соколова — Худякова, співробітниця НДІ
- Олег Єфремов — полковник, керівник полігону
- Вадим Захарченко — лисий майор
- Олексій Миронов — епізод
- Юрій Пузирьов — Петро Якович
- Микола Тимофєєв — Григорій Борисович
- Олена Ізмайлова — Олена Петровська
- Лаврентій Масоха — генерал
- Борис Юрченко — Льоша
- Людмила Долгорукова — епізод
- Геннадій Корольков — епізод
- В. Смирнов — епізод
- І. Чернишова — епізод

## Знімальна група
- Режисер — Юрій Швирьов
- Сценарист — Володимир Маканін
- Оператор — Володимир Архангельський
- Композитор — Богдан Троцюк
- Художник — Марк Горелик